# Virola minutiflora
Virola minutiflora är en tvåhjärtbladig växtart som beskrevs av Adolpho Ducke. Virola minutiflora ingår i släktet Virola och familjen Myristicaceae. Inga underarter finns listade i Catalogue of Life.